# Cavendish-Laboratorium

Das Cavendish-Laboratorium einige Jahre nach der Fertigstellung

Das Cavendish-Laboratorium (engl. Cavendish Laboratory) wurde 1873 gegründet. Es ist das Institut für Physik an der englischen Elite-Universität Cambridge. Der Kanzler der Universität, William Cavendish, der siebte Herzog von  Devonshire (27. April 1808 – 21. Dezember 1891), übernahm die Baukosten für ein Physik-Labor von £6,300, unter der Bedingung, dass die Colleges die Mittel für die Einrichtung eines Lehrstuhls für experimentelle Physik zur Verfügung stellen.
Das Labor war zunächst im Zentrum von Cambridge in der Free School Lane, zog aber wegen beengten Platzverhältnissen Anfang der 1970er Jahre nach West Cambridge. Die Physikalische Chemie zog schon früher um.
Es ist nach William Cavendish, 7. Duke of Devonshire, dem ehemaligen Kanzler der Universität, benannt (deshalb anfangs auch Devonshire Labor genannt) und in Andenken an dessen berühmten Verwandten, dem Experimentalphysiker Henry Cavendish. Für die Namensvergabe war der erste Cavendish-Professor James Clerk Maxwell verantwortlich.

## Geschichte

Maxwell als erster Cavendish Professor 1871–1879 in Cambridge

Durch die sprunghafte Fortentwicklung der Naturwissenschaften im Zuge der Industrialisierung entstand in der zweiten Hälfte des 19. Jahrhunderts ein zunehmender Bedarf nach universitären Forschungs- und Ausbildungseinrichtungen in diesem Bereich. Eine der ersten Universitäten in Großbritannien mit einem Physiklabor war die Universität Glasgow (eingerichtet von Lord Kelvin in den 1840er Jahren).
In den 1860er Jahren sahen sich die beiden großen Elite-Universitäten Oxford und Cambridge zu eigenen Schritten veranlasst und so entstand 1872 in Oxford das Clarendon-Laboratorium und ein Jahr später das Cavendish-Laboratorium in Cambridge. Gründer und Geldgeber war der damalige Kanzler der Universität, William  Cavendish.
Als Erster Professor für experimentelle Physik wurde der schottische Physiker James Clerk Maxwell bereits vor dem Bau des Labor ernannt. Er besichtigte die bestehenden Laboratorien in Glasgow und Oxford und machte dem Architekten W. M. Fawcett Vorschläge für die Ausführung. Das Angebot der Baufirma Loveday of Kibworth's über £8,450 wurde schließlich angenommen und der Bau auf dem Gelände der Free School Lane am 12.  März 1872 begonnen. Ende 1873 konnte der Unterricht in der fertiggestellten Lecture Hall und den Labors für die Studenten begonnen werden. Die offizielle Eröffnung war am 6. Juni 1874.

### Cavendish-Professoren für Physik
Cavendish Professoren:
- 1871–1879 James Clerk Maxwell

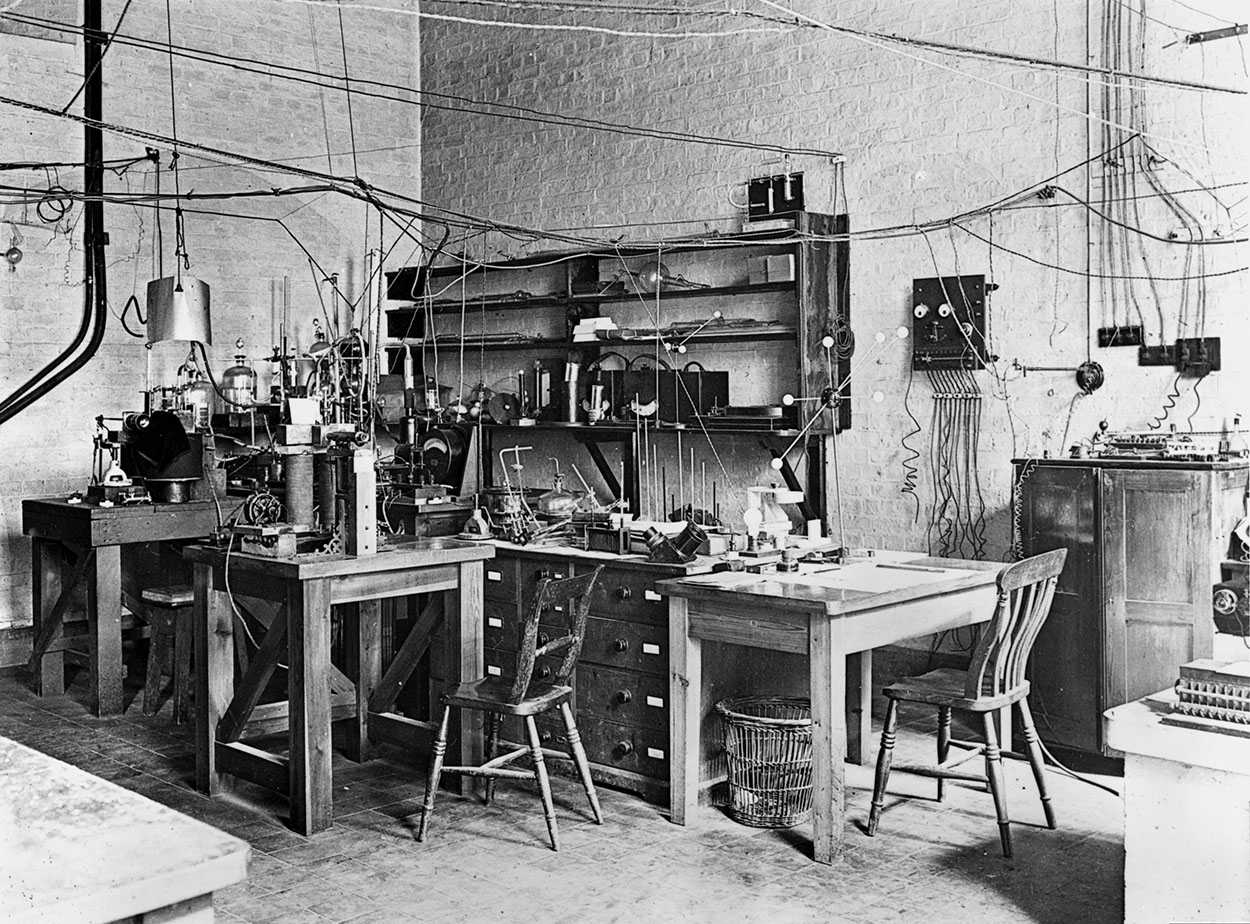
Ernest Rutherfords Labor im Cavendish-Laboratorium, 1926

- 1879–1884 John William Strutt, 3. Baron Rayleigh (Nobelpreis für Physik 1904)
- 1884–1919 Joseph John Thomson (Nobelpreis für Physik 1906), Entdecker des Elektrons
- 1919–1937 Ernest Rutherford (Nobelpreis für Chemie 1908), „Vater der Atomphysik“
- 1938–1953 William Lawrence Bragg (Nobelpreis für Physik 1915), in seiner Amtszeit entstanden die Fachbereiche Molekularbiologie und Astrophysik
- 1954–1971 Nevill Francis Mott (Nobelpreis für Physik 1977)
- 1971–1984 Brian Pippard
- 1984–1995 Samuel Edwards
- seit 1995 Richard Henry Friend

Bis zu Pippard waren die Cavendish-Professoren auch die Leiter des Labors, danach trennten sich die Funktionen.
Zurzeit ist Mete Atatüre Leiter des Labors.
Weitere bekannte Wissenschaftler, die am Labor wirkten, waren die Nobelpreisträger Charles Barkla, Francis Aston, C. T. R. Wilson, Arthur Holly Compton, Owen Richardson, James Chadwick, George Paget Thomson, Patrick Blackett, Edward Victor Appleton, John Cockcroft, Ernest Walton, Max Perutz, James Watson, Francis Crick, John Cowdery Kendrew, Dorothy Hodgkin, Brian Josephson, Martin Ryle, Antony Hewish, Pjotr Kapiza, Philip Warren Anderson, Allan Cormack, Malcolm Longair.

## Forschung

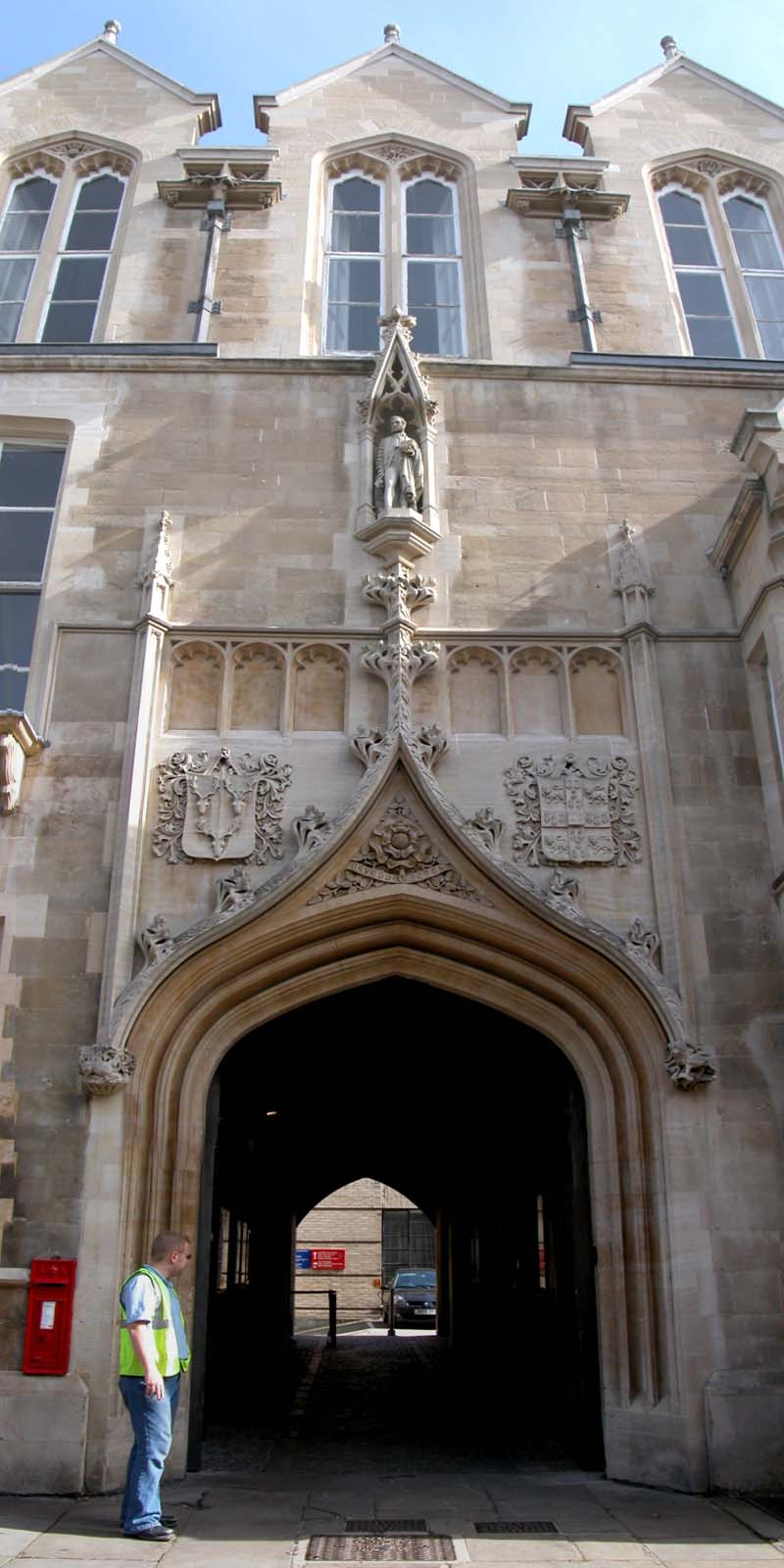
Eingang des historischen Cavendish-Gebäudes in der Innenstadt, Free School Lane

Bisher wurden 28 Nobelpreise an Forscher vergeben, die im Cavendish-Laboratorium tätig waren. Die wichtigsten Forschungsfelder waren dabei Kernphysik (prominent vertreten durch Lord Rutherford und seine Schule), Atomphysik, Molekülphysik  und Kristallographie, Festkörperphysik (zum Beispiel Supraleitung), Elektronenmikroskopie und Radioastronomie.
Unter anderem gelang hier 1953 die Darstellung der Struktur der Desoxyribonukleinsäure durch James Watson und Francis Crick.